# カメヤグローバル
カメヤグローバル株式会社は、大阪府岸和田市に本社を置く住宅会社。注文住宅のフランチャイズであるカトランで有名な企業である。

## 会社概要
商号
- カメヤグローバル株式会社

本社所在地
- 大阪府岸和田市土生町2-11-17

## 主な加盟会社
- 伊神建設株式会社（岐阜県各務原市）
- 株式会社清水建装（福井県敦賀市）
- 株式会社マウンテン - ウェイバックマシン（2001年4月29日アーカイブ分）（京都府久世郡久御山町）
- 株式会社たちばなホーム（神戸市）
- 有限会社オト企画（長崎県大村市）

など